# Vital Vider
Vital Vider, slovenski duhovnik, jezuit ter zakonski svetovalec in terapevt, * 13. marec 1929, Ljubljana.
Pater Vital Vider je redovnik, jezuit, ki že več kot 30 let deluje na področju vzgoje zakoncev. Leta 1958 je prejel mašniško posvečenje. Leta 1970 je začel z zakonskimi duhovnimi vajami, oktobra leta 1972 so se rodile zakonske skupine - Najina pot, leta 1975 pa še poglobljena celoletna priprava zaročencev na zakon, danes poznana pod imenom Šola za zakon. Aktiven je po celi Sloveniji. Napisal je tudi šest knjig o zakonu: Zakonca - ali se poznata?,  Zakon v troje, Z očmi zakoncev I, Mož in žena, Oba eno telo, Z očmi zakoncev II. Za zbirko knjižice je prispeval osem knjižic: Pot v zakon, So nekateri samski, Kakšna zakonca sva, Oh, te tašče, Šola za zakon, Zakon kot zakrament, Kako najti pravega, Zakon zori. Poleg tega je imel razna predavanja ter časopisne in radijske prispevke o vprašanjih zakona in družine. Za izredne zasluge na področju zakonske pastorale je prejel priznanje Slovenske škofovske konference, odličje svetega Cirila in Metoda in križec »Pro Ecclesia et Pontifice« (za Cerkev in papeža). V letu 2008 je obhajal zlato mašo.
Pater Vital Vider vodi zakonske duhovne vaje v različnih krajih po Sloveniji.

## Dela
- Ali je spolnost za kristjana tabu : (kako krščanstvo vrednosti spolnost). Ljubljana : [s. n.], 1971 (COBISS);
- Zakonca - se poznata?. Maribor : Župnijski urad Pobrežje, 1973 (COBISS);
- Zakon v troje : razmišljanje o zakonski duhovnosti. Maribor : Župnijski urad Sv. Magdalena, 1975 (COBISS);
- Z očmi zakoncev. Maribor : Župnijski urad Sv. Magdalene, 1979 (COBISS);
- Usposabljanje zakoncev za družinsko vzgojo v veri, posebno za družinsko katehezo. Medškofijski katehetski svet, 1980 (COBISS);
- Mož in žena : krščanski pogled na zakon. Maribor : Župnijski urad Sv. Magdalene, 1982 (COBISS);
- Pot v zakon. Ljubljana : Katehetski center, Knjižice, 1986 (COBISS);
- So nekateri samski. Ljubljana : Knjižice, 1987 (COBISS);
- Oba eno telo : o ljubezensko-spolnem življenju poročenih. Maribor : samozaložba, 1988 (COBISS);
- Kakšna zakonca sva?. Ljubljana : Katehetski center - Knjižice, 1991 (COBISS);
- Z očmi zakoncev II. Ljubljana : Župnijski urad Ljubljana-Dravlje, 1992 (COBISS);
- Oh, te tašče : o starših in njihovih poročenih otrocih. Ljubljana : Katehetski center, Knjižice, 1995 (COBISS);
- Šola za zakon. Ljubljana : Salve, 1998 (COBISS);
- Zakon kot zakrament. Ljubljana : Salve, 2004 (COBISS);
- Kako najti pravega. Ljubljana : Salve, 2006 (COBISS);
- Zakon zori. Ljubljana : Salve, 2009 (COBISS);
- Zakon, ki osrečuje. Koper : Ognjišče, 2012 (COBISS);
- Jaz-ti moža in žene. Ljubljana : Župnijski zavod Dravlje, 2016 (COBISS);